# ブリガム・ヤング大学古生物学博物館
ブリガム・ヤング大学古生物学博物館（ブリガム・ヤングだいがくこせいぶつはくぶつかん、英: Brigham Young University Museum of Paleontology）は、ジェームズ・ジェンセンのコレクションを中心に1976年に設立された。長年、BYU地球科学博物館として知られ、コレクションのほとんどはラヴェル・エドワーズ・スタジアムの地下に保管されていた。
2009年10月、同博物館はBYUホームカミング・ウィークに新施設のグランド・オープニングを行った。460平方メートルの増築により、現在はコレクションのほとんどを展示している。名称の変更により、この博物館が実際に恐竜の骨やその他の化石の大規模なコレクションを所蔵していることが明確になった。
現在は、ジェンセンの同大学時代の教え子であるロドニー・シェッツが館長を務めている。

## 情報源
- Swensen, Jason (May 16, 2009), “Dinosaurs revisited in BYU paleontology museum”, Church News
- Museum Information, BYU Museum of Paleontology, Brigham Young University
- Geological Society of America brochure about the annual meeting at UVU which mentions plans for an excursion to the BYU Museum of Paleontology, including explanations of the museum's collection